# Видеман, Карл-Альфред
Видеман, Карл-Альфред (нем. Karl Alfred Wiedemann; 18 июля 1856, Берлин — 7 декабря 1936, Бад-Годесберг) — немецкий египтолог.
В Лейпциге слушал знаменитого Эберса, который, заметив в нем выдающиеся способности, особенно филологические, направил его на занятия неизданными текстами, разбором которых Видеман и прославился.
Объехал большую часть Европы и был несколько раз в Египте, посещая музеи и частные коллекции и списывая неизданные тексты.
Занимал кафедру древней истории в Бонне (экстраординарный профессор с 1891 года, полный профессор в 1920—1924 годах).

## Труды
- «Geschichte der XVIII aegyptischen Dynastie bis zum Tode Tutmes III» (1877);
- «Hieratische Texte aus Paris und Berlin in Facsim. mit Uebersetz. u. Kommentar» (Лпц., 1879,);
- «Geschichte Aegyptens von Psammetich I bis auf Alexander den Grossen» (Лпц., 1880);
- «Aegyptische Geschichte» (Гота, 1884—1888); «Die ältesten Beziehungen zwischen Aegypten u. Griechenland» (Лпц., 1883);
- «Sammlung altägyptischer Wörter, welche von klassischen Autoren umschrieben oder übersetzt sind» (Лпц., 1883).

### Научно-популярные работы
- «Religion der alten Aegypter» (3-й том Мюнстерской религиозно-исторической библиотеки, 1890);
- «Geschichte v. Alt-Aegypten» (Calw, 1891).

### Прочее
- Опубликовал комментарии ко 2-й книге Геродота (Лпц., 1890).
- Является автором статей в различных журналах по истории, египтологии, древностям и т. п.